# Volwassenendoop

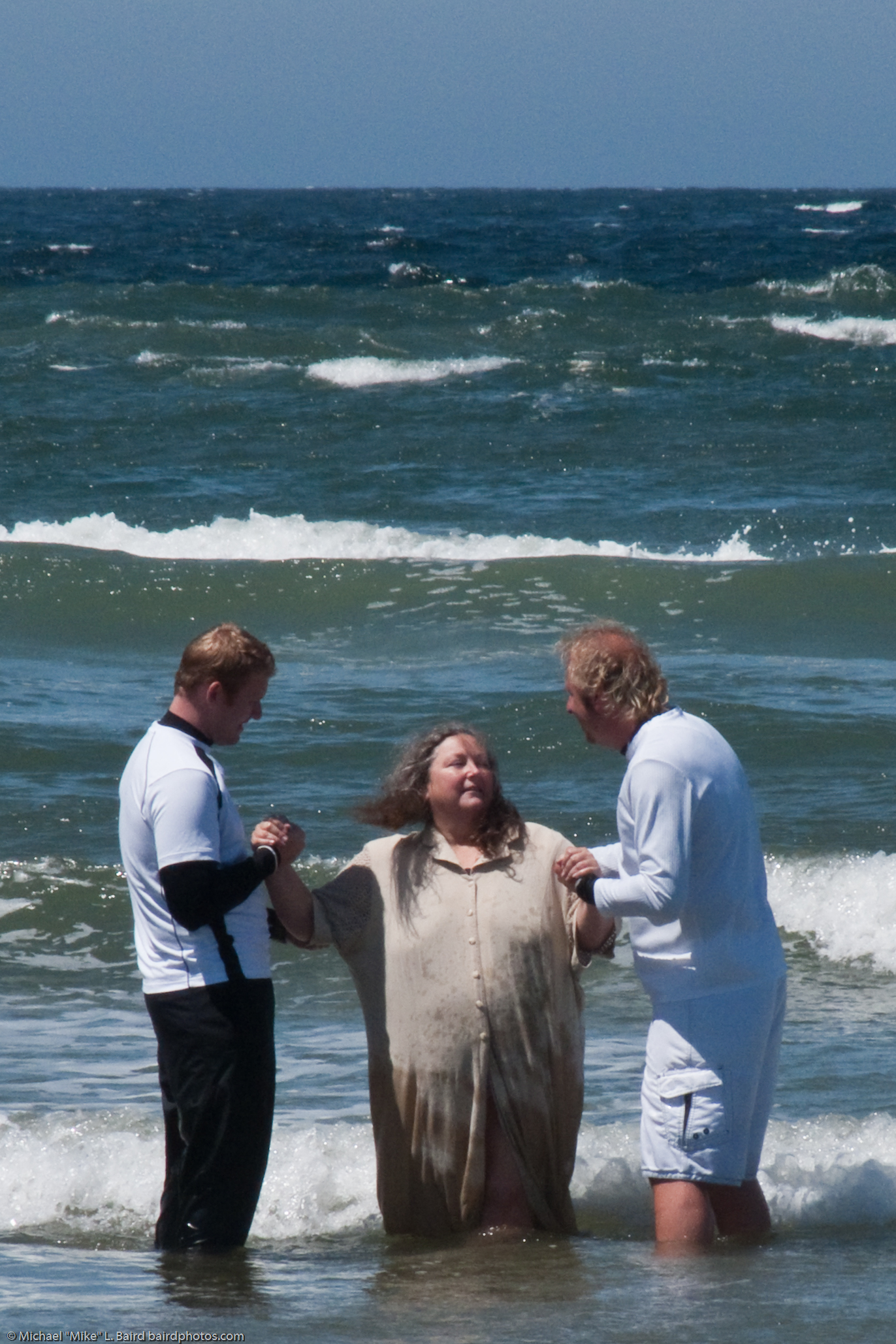
Volwassenendoop

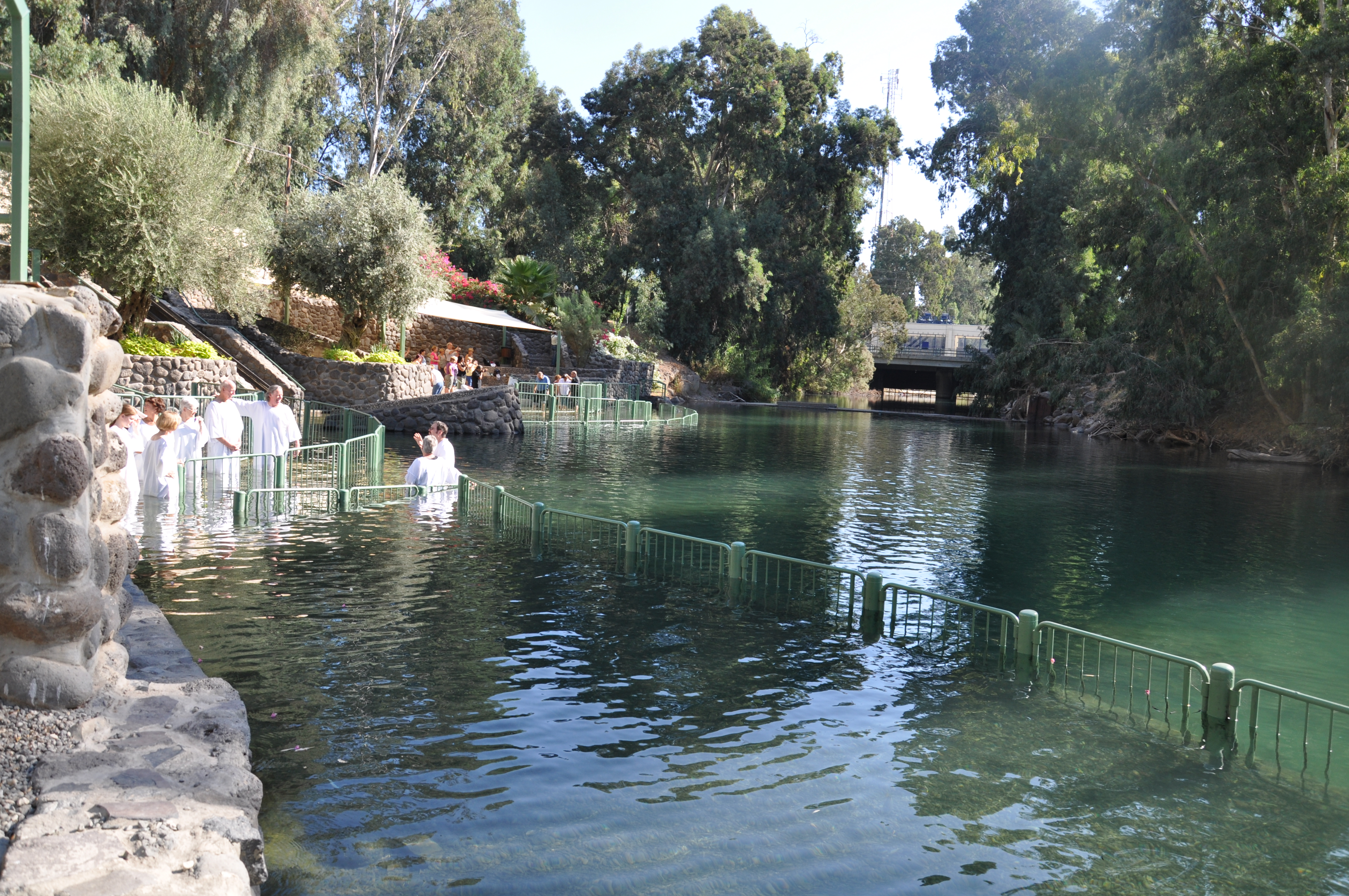
Jardenit, Israel, oktober 2010

Volwassenendoop is een doop van volwassenen, dit in tegenstelling tot de doop van pasgeboren kinderen (kinderdoop). Baptisten noemen dit liever geloofsdoop omdat ook jongeren die nog geen volwassene zijn, op grond van hun geloof gedoopt kunnen worden.
In het algemeen treedt men door de doop toe tot een kerk of gemeente. Vooral in de pinksterbeweging beschouwt men de doop als een getuigenis van het tot bekering gekomen zijn; men treedt toe tot de Kerk als geheel, en niet tot een bepaalde plaatselijke gemeente.
Volwassenendoop kan ook voorkomen bij mensen die strikt genomen niet volwassen zijn: vanaf ongeveer twaalf jaar wordt het ritueel toegepast. Een betere uitdrukking is dan ook 'doop op bekering' of 'doop na eigen keuze'.
De belangrijkste tekst die voor de volwassenendoop wordt aangevoerd staat in de eerste brief van Petrus. 1 Petrus 3:21 vermeldt dat de doop een bede is van een goed geweten tot God. Men gaat ervan uit dat hier niet het geweten van de ouders bedoeld kan zijn, maar het geweten van de dopeling zelf, omdat bekering altijd een persoonlijke oproep van God is aan het individu. De redding door de doop in deze tekst slaat dan niet op eeuwig leven, maar op redding uit het 'oude leven', uit de 'oude wereld', waar Noachs wereld een beeld van is. Vervolgens laat men dan in de 'oordeelswateren' het oude leven achter, en komt men als een nieuw mens weer boven water, in een andere wereld, die van Christus. De doop is dan een beeld van wat innerlijk reeds heeft plaatsgevonden. Een andere tekst waar gelovigen de volwassendoop op baseren staat in de Brief van Paulus aan de Romeinen (Romeinen 6:3;4). Hier wordt de doop vergeleken met een begrafenis. Hieruit concludeert men dat de doop uitgevoerd moet worden door de onderdompeling.
In tegenstelling tot de doop door besprenging of besprenkeling, die vooral bij de kinderdoop wordt toegepast, wordt in evangelische gemeenten, baptistengemeenten, bij de zevendedagsadventisten en Jehova's getuigen en in de pinksterbeweging vaak gedoopt door onderdompeling. Enkele argumenten zijn:
de oorsprong van de doop (uit het rituele bad);
de beschrijving van de doop in de bijbel (in het Grieks staat er meestal in water; en toen hij uit het water kwam.
het Griekse woord voor dopen, βαπτίζω (baptízoo), betekent indompelen of onderdompelen.
de symboliek van de doop (begraven en weer verrijzen) is volgens deze groepen duidelijker bij de doop door onderdompeling.
het navolgen van Jezus, die zich ook liet dopen door onderdompeling.
In de Oosters-orthodoxe kerken doopt men ook kinderen door ze drie keer volledig te onderdompelen.
Binnen kerken die de kinderdoop toepassen, inclusief de Rooms-Katholieke Kerk en reformatorische kerkgenootschappen, komt de volwassenendoop ook voor, wanneer ongedoopte mensen op latere leeftijd tot geloof komen en wensen toe te treden tot de kerkgemeenschap. In de Rooms-Katholieke Kerk worden in zo'n geval de sacramenten doop, eerste communie en vormsel direct achter elkaar in één Mis uitgereikt.
Overdoop of herdoop is de praktijk om iemand te dopen, hoewel deze reeds eerder is gedoopt. Meestal betreft dit een volwassene die als kind reeds is gedoopt. De reden hiervoor is doorgaans dat de kinderdoop niet als een geldige doop wordt erkend. Het is echter ook mogelijk dat de doop van een andere christelijke geloofsgemeenschap niet als geldig wordt erkend, bijvoorbeeld omdat er een niet erkende doopformule is gebruikt. Omdat de doop een eenmalig sacrament is, wijzen kerken die de kinderdoop als geldige doop accepteren in de regel het overdopen van reeds als kind gedoopte kerkleden af. Mensen die als baby of kind binnen een kerkgenootschap waar hun ouders lid van waren zijn gedoopt kiezen vaak voor wat men overdoop zou kunnen noemen als ze op latere leeftijd naar een ander kerkgenootschap willen overgaan, om uit te drukken dat zijzelf deze keuze maken.
In kerken waar niet aan kinderdoop wordt gedaan worden kinderen over het algemeen opgedragen.